# ألكسندر باير
ألكسندر باير (بالألمانية: Alexander Beyer)‏ (و. 1973 – م) هو ممثل من ألمانيا . ولد في إرفورت.

## روابط خارجية
- ألكسندر باير على موقع IMDb (الإنجليزية)
- ألكسندر باير على موقع ألو سيني (الفرنسية)
- ألكسندر باير على موقع أول موفي (الإنجليزية)
- ألكسندر باير على موقع قاعدة بيانات الأفلام السويدية (السويدية)
- ألكسندر باير على موقع قاعدة بيانات الفيلم (الإنجليزية)
- ألكسندر باير على موقع كينوبويسك (الروسية)